# Boulmane
Boulmane is een plaats in Marokko in de gelijknamige provincie Boulmane.
In 2004 telde Boulmane 6910 inwoners.

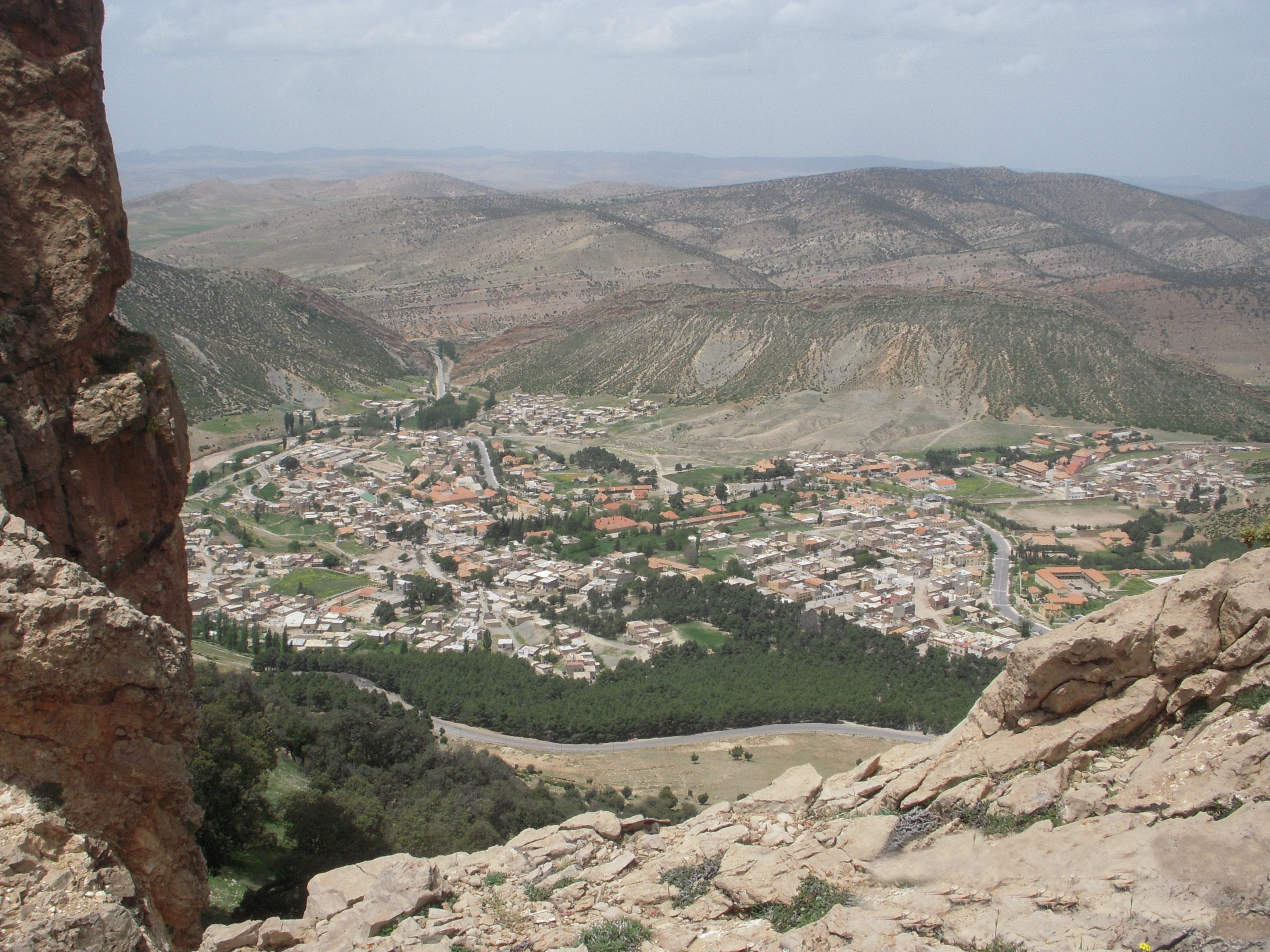
Boulmane